# Једнакостранични троугао
Једнакостранични троугао (у старијој литератури је могуће наћи и изразе једнакострани, равнострани) је троугао чије су све странице једнаке 
{\displaystyle a=b=c\,} односно {\displaystyle AB=BC=CA\,}
такође, сви углови су једнаки
{\displaystyle \alpha =\beta =\gamma ={\frac {\pi }{3}}=60^{\circ }}.
Може се уписати и описати круг. Полупречник описаног круга се означава са R (великим латиничним словом р), а полупречник уписаног са r (малим латиничним словом р).
Једнакостраничан троугао се може наћи у многим геометријским конструкцијама. Правилан шестоугао се састоји од шест једнакостраничних троуглова. Три од пет правилних полиедара (Платонова тела) садрже једнакостраничне троуглове као странице.
Ако се једнакостраничан троугао може сматрати правилном геометријском сликом са најмањим бројем темена односно страница у равни тада се правилан тетраедар, који се састоји од четири једнакостранична троугла, може сматрати аналогоном у три димензије, јер је он правилно геометријско тело са најмањим бројем темена, ивица односно страница. 

## Својства
Пресек тежишних дужи (Т), пресек висина (H), симетрала страница (центар описане кружнице О), симетрала углова (центар уписане кружнице О) се секу у једној тачки.
Тежишне дужи су међусобно једнаке.

{\displaystyle t_{a}=t_{b}=t_{c}=t\,}

Висине су међусобно једнаке.

{\displaystyle h_{a}=h_{b}=h_{c}=h\,}

Тежишне дужи су подударне висинама. Такође, тежишне дужи су подударне симетралама углова и страница.

{\displaystyle h\cong t\,}
Тежишне дужи се секу у размери 2:1, односно тачка у којој се секу све дужи дели дуж у односу 2:1.

## Површина
Површина се може израчунати стандардном формулом:{\displaystyle P={\frac {a\cdot h}{2}}} али постоје и друге формуле која важе за израчунавање површине једнакостраничног троугла:
{\displaystyle P={\frac {a^{2}\cdot {\sqrt[{}]{3}}}{4}}={\frac {h^{2}\cdot {\sqrt[{}]{3}}}{3}}}

## Висина
Висину је могуће израчунати помоћу једне од две формуле:
Прва је уобичајена и повезује се са дужином странице:
{\displaystyle h={\frac {a\cdot {\sqrt[{}]{3}}}{2}}},
а друга је изведена из формуле за површину:
{\displaystyle P={\frac {h^{2}\cdot {\sqrt[{}]{3}}}{3}}} ⇒ {\displaystyle h={\sqrt[{}]{\frac {3P}{\sqrt[{}]{3}}}}} када се рационалише и скрати добија се {\displaystyle h={\sqrt[{}]{\frac {3P\,{\sqrt[{}]{3}}}{3}}}={\sqrt[{}]{{P}\,{\sqrt[{}]{3}}}}}.

## Занимљивости
Археолошко налазиште Лепенски Вир у Србији, из доба неолита, садржи остатке станишта која у својој основи имају једнакостранични троугао.
Давидова звезда, симбол јеврејског народа, се састоји од два обрнута једнакостранична троугла. Уз ове троуглове се повезују и извесна религиозна значења.
Мистични симбол Питагорејаца, тетрактис, је био облика једнакостраничног троугла.